# Olle Håkansson
Olof Artur "Olle" Håkansson (ur. 22 lutego 1927 w Aspås, zm. 11 lutego 2001) – szwedzki piłkarz, pomocnik. Srebrny medalista MŚ 1958.

## Kariera klubowa
Olle Håkansson podczas piłkarskiej kariery występował w IFK Norrköping. Z IFK trzykrotnie zdobył mistrzostwo Szwecji w 1952, 1956 i 1957.

## Kariera reprezentacyjna
W 1958 roku Håkansson był w kadrze na mistrzostwa świata. Nigdy nie zdołał zadebiutować w reprezentacji Szwecji.